# إدوارد جاكوبسون
إدوارد جاكوبسون (بالإنجليزية: Edward Jacobson)‏ هو شخصية أعمال أمريكي، ولد في 17 يونيو 1891، وتوفي في 25 أكتوبر 1955 في كانساس سيتي في الولايات المتحدة.